# Mythopoeic Award
De Mythopoeic Award is een literaire prijs in drie categorieën die uitgereikt wordt door de Mythopoeic Society. Er zijn prijzen voor fantasy voor volwassenen en kinderen, en twee beurzen (Scholarship Award) voor boeken over literatuur. 

## Categorieën
De prijs voor fantasy voor volwassenen gaat naar het boek, de serie of verhalenbundel die het beste past in de "geest van de Inklings". De prijs voor kinderboeken gaat naar het beste boek in de traditie van De Hobbit of De Kronieken van Narnia. In de periode 1971-1991 werd er geen onderscheid gemaakt tussen boeken voor volwassenen en kinderen.
De Mythopoeic Scholarship Award in Inklings Studies gaat naar boeken over J.R.R. Tolkien, C.S. Lewis en/of Charles Williams. De Mythopoeic Scholarship Award in Myth and Fantasy Studies is voor boeken over andere auteurs in de Inklings-traditie, of naar algemener werk over mythen en fantasy.

## Prijswinnaars

### Mythopoeic Fantasy Award for Adult Literature
- 2017 Kingfisher Patricia A. McKillip
- 2016 Uprooted Naomi Novik
- 2015 Tales from Rugosa Coven Sarah Avery
- 2014 'The Golem and the Jinni Helene Wecker
- 2013  Digger Ursula Vernon
- 2012 The Uncertain Places Lisa Goldstein
- 2011 Redemption in Indigo Karen Lord
- 2010 Lifelode Jo Walton
- 2009 Flesh and Spirit en Breath and Bone Carol Berg
- 2008 The Orphan’s Tales Catherynne M. Valente
- 2007 Solstice Wood Patricia A. McKillip
- 2006 Anansi Boys Neil Gaiman
- 2005 Jonathan Strange & Mr. Norrell Susanna Clarke
- 2004 Sunshine Robin McKinley
- 2003 Ombria in Shadow Patricia A. McKillip
- 2002 The Curse of Chalion Lois McMaster Bujold
- 2001 The Innamorati Midori Snyder
- 2000 Tamsin Peter S. Beagle
- 1999 Stardust Neil Gaiman en Charles Vess
- 1998 The Djinn in the Nightingale's Eye A.S. Byatt
- 1997 The Wood Wife Terri Windling
- 1996 Waking the Moon Elizabeth Hand
- 1995 Something Rich and Strange Patricia A. McKillip
- 1994 The Porcelain Dove Delia Sherman
- 1993 Briar Rose Jane Yolen
- 1992 A Woman of the Iron People Eleanor Arnason

### Mythopoeic Fantasy Award for Teens Literature
- 2017 The Inquisitor’s Tale: Or, The Three Magical Children and Their Holy Dog Adam Gidwitz
- 2016  Castle Hangnail Ursula Vernon
- 2015 A Snicker of Magic Natalie Lloyd
- 2014 Doll Bones Holly Black
- 2013 Vessel Sarah Beth Durst
- 2012 The Freedom Maze Delia Sherman
- 2011 The Queen's Thief Series (bestaande uit The Thief, The Queen of Attolia, The King of Attolia en A Conspiracy of Kings) Megan Whalen Turner
- 2010 Where the Mountain Meets the Moon Grace Lin
- 2009 Graceling Kristin Cashore
- 2008 Harry Potter J.K. Rowling
- 2007 Corbenic Catherine Fisher
- 2006 The Bartimaeus Trilogy (bestaande uit The Amulet of Samarkand, The Golem's Eye en Ptolemy's Gate) Jonathan Stroud
- 2005 A Hat Full of Sky Terry Pratchett
- 2004 The Hollow Kingdom Clare B. Dunkle
- 2003 Summerland Michael Chabon
- 2002 The Ropemaker Peter Dickinson
- 2001 Aria of the Sea Dia Calhoun
- 2000 The Folk Keeper Franny Billingsley
- 1999 Dark Lord of Derkholm Diana Wynne Jones
- 1998 Young Merlin trilogy (bestaande uit Passager, Hobby en Merlin) Jane Yolen
- 1997 (gecombineerd met Adult Literature Award)
- 1996 The Crown of Dalemark Diana Wynne Jones
- 1995 Owl in Love Patrice Kindl
- 1994 The Kingdom of Kevin Malone Suzy McKee Charnas
- 1993 Knight's Wyrd Debra Doyle en James D. Macdonald
- 1992 Haroun and the Sea of Stories Salman Rushdie

### Mythopoeic Fantasy Award
- 1991 Thomas the Rhymer Ellen Kushner
- 1990 The Stress of Her Regard Tim Powers
- 1989 Unicorn Mountain Michael Bishop
- 1988 Seventh Son Orson Scott Card
- 1987 The Folk of the Air Peter Beagle
- 1986 Bridge of Birds Barry Hughart
- 1985 Cards of Grief Jane Yolen
- 1984 When Voiha Wakes Joy Chant
- 1983 The Firelings Carol Kendall
- 1982 Little, Big John Crowley
- 1981 Unfinished Tales J.R.R. Tolkien

- 1975 A Midsummer Tempest Poul Anderson
- 1974 The Hollow Hills Mary Stewart
- 1973 The Song of Rhiannon Evangeline Walton
- 1972 Red Moon and Black Mountain Joy Chant
- 1971 The Crystal Cave Mary Stewart

### Mythopoeic Scholarship Award (Inklings Studies)
- 2006 The Lord of the Rings: A Reader's Companion Wayne G. Hammond en Christina Scull
- 2005 War and the Works of J.R.R. Tolkien Janet Brennan Croft
- 2004 Tolkien and the Great War: The Threshold of Middle-earth John Garth
- 2003 Beowulf and the Critics door J.R.R. Tolkien, ed. Michael D.C. Drout
- 2002 Tolkien's Legendarium: Essays on the History of Middle-earth ed. Verlyn Flieger en Carl F. Hostetter
- 2001 J.R.R. Tolkien: Author of the Century Tom Shippey
- 2000 Roverandom door J.R.R. Tolkien, ed. Christina Scull en Wayne G. Hammond
- 1999 C.S. Lewis: A Companion and Guide Walter Hooper
- 1998 A Question of Time: J.R.R. Tolkien's Road to Faërie Verlyn Flieger
- 1997 The Rhetoric of Vision: Essays on Charles Williams ed. Charles A. Huttar en Peter Schakel
- 1996 J.R.R. Tolkien: Artist and Illustrator Wayne G. Hammond en Christina Scull
- 1995 C.S. Lewis in Context Doris T. Myers
- 1994 J.R.R. Tolkien, A Descriptive Bibliography Wayne G. Hammond met assistentie van Douglas A. Anderson
- 1993 Planets in Peril David C. Downing
- 1992 Word and Story in C.S. Lewis ed. Peter J. Schakel en Charles A. Huttar
- 1991 Jack: C.S. Lewis and His Times George Sayer
- 1990 The Annotated Hobbit door J.R.R. Tolkien, ed. Douglas A. Anderson
- 1989 The Return of the Shadow door J.R.R. Tolkien, ed. Christopher Tolkien
- 1988 C.S. Lewis Joe R. Christopher
- 1987 J.R.R. Tolkien: Myth, Morality and Religion Richard Purtill
- 1986 Charles Williams, Poet of Theology Glen Cavaliero
- 1985 Reason and Imagination in C.S. Lewis Peter J. Schakel
- 1984 The Road to Middle-earth T.A. Shippey
- 1983 Companion to Narnia Paul F. Ford
- 1982 The Inklings Humphrey Carpenter

- 1976 Tolkien Criticism Richard C. West; C.S. Lewis, An Annotated Checklist Joe R. Christopher en Joan K. Ostling; Charles W.S. Williams, A Checklist Lois Glenn
- 1975 C.S. Lewis: A Biography door Roger Lancelyn Green en Walter Hooper
- 1974 C.S. Lewis, Mere Christian door Kathryn Lindskoog
- 1973 Master of Middle-earth door Paul H. Kocher
- 1972 Walter Hooper
- 1971 C.S. Kilby; Mary McDermott Shideler

### Mythopoeic Scholarship Award (General Myth and Fantasy Studies)
- 2006 National Dreams: The Remaking of Fairy Tales in Nineteenth-Century England Jennifer Schacker
- 2005 Robin Hood: A Mythic Biography Stephen Thomas Knight
- 2004 The Myth of the American Superhero John Shelton Lawrence en Robert Jewett
- 2003 Fairytale in the Ancient World Graham Anderson
- 2002 The Owl, the Raven & the Dove: The Religious Meaning of the Grimms' Magic Fairy Tales G. Ronald Murphy
- 2001 King Arthur in America Alan Lupack en Barbara Tepa Lupack
- 2000 Strange and Secret Peoples: Fairies and Victorian Consciousness Carole G. Silver
- 1999 A Century of Welsh Myth in Children's Literature Donna R. White
- 1998 The Encyclopedia of Fantasy ed. John Clute en John Grant
- 1997 When Toys Come Alive Lois Rostrow Kuznets
- 1996 From the Beast to the Blonde Marina Warner
- 1995 Old Tales and New Truths: Charting the Bright-Shadow World James Roy King
- 1994 Twentieth-Century Fantasists ed. Kath Filmer
- 1993 Strategies of Fantasy Brian Attebery
- 1992 The Victorian Fantasists ed. Kath Filmer